# Реакция отторжения трансплантата
Реа́кция отторже́ния транспланта́та — иммунный ответ реципиента на пересадку чужеродного органа или ткани (аллотрансплантацию). Относится к реакциям трансплантационного иммунитета. Различают молниеносное (развивается через минуты после подключения органа к кровотоку), острое (0-3 недели после операции) и хроническое отторжение (через несколько месяцев или позже).
При трансплантации кроветворных клеток костного мозга может встречаться в виде реакции «трансплантат против хозяина».
Для снижения риска подобных реакций применяется подбор донора по антигенам главного комплекса гистосовместимости (MHC), также часто по системе ABO и различные иммунодепрессанты для угнетения иммунной системы, некоторые из которых могут назначаться пожизненно.
Считается, что для успешной аллотрансплантации органа необходимо совпадение реципиента и донора хотя бы по пяти из шести основных антигенов MHC. Несовпадение по двум антигенам MHC не исключает возможность трансплантации в принципе, но сильно повышает вероятность реакции отторжения трансплантата. Несовпадение по трём и более антигенам MHC исключает саму возможность трансплантации от данного донора данному реципиенту.
Для аллотрансплантации, даже при наличии идеально совместимого (совпадение шесть из шести антигенов MHC) и близкородственного донора, также требуется высокая степень иммуносупрессии (угнетения иммунной системы) организма реципиента, с тем, чтобы подавить возможное отторжение трансплантата (например, из-за несовпадения минорных антигенов гистосовместимости) и обеспечить его приживаемость. При неполном совпадении по МНС или при неродственной трансплантации требования к уровню обеспечиваемой иммуносупрессии ещё выше.

## Лечение
В 2024 г. был одобрен аксатилимаб, реместемсел-L.